# سوسة القرة
سوسة القُرَّة هو نوع من الخنافس ينتمي إلى فصيلة سوسية حقيقة.